# Edward Lepszy
Edward Ignacy Jan Lepszy, né le 4 mai 1855 à Oświęcim et mort le 10 avril 1932 à Cracovie, est un peintre polonais.

## Biographie
Lepszy est le fils de Jan Lepszy et de sa femme Aniela. Leonard Lepszy est son frère cadet. Il étudie à l'École des beaux-arts de Cracovie de 1873 à 1885, où il est l'élève de Jan Matejko, avec qui il travaille à l'église Sainte-Marie. De 1890 à 1893, il parcourt la Lituanie, la Lettonie et la Biélorussie et travaille, entre autres, à Riga et à Libau, où il peint des marines. Cependant, il est essentiellement un peintre de portraits.
En 1894, il devient l'assistant du sculpteur Leonard Marconi (en) au département de dessin et de modelage de l'École polytechnique de Lviv. Après la mort de Marconi en 1899, il devient professeur et dirige à partir de 1900 sa propre école de peinture pour femmes à Lviv.
Il participe à plusieurs reprises à des expositions dans la galerie de Varsovie Salon Krywult et à la Gesellschaft der Freunde der Schönen Künste in Krakau (de) (Société des Amis des Beaux-Arts de Cracovie).

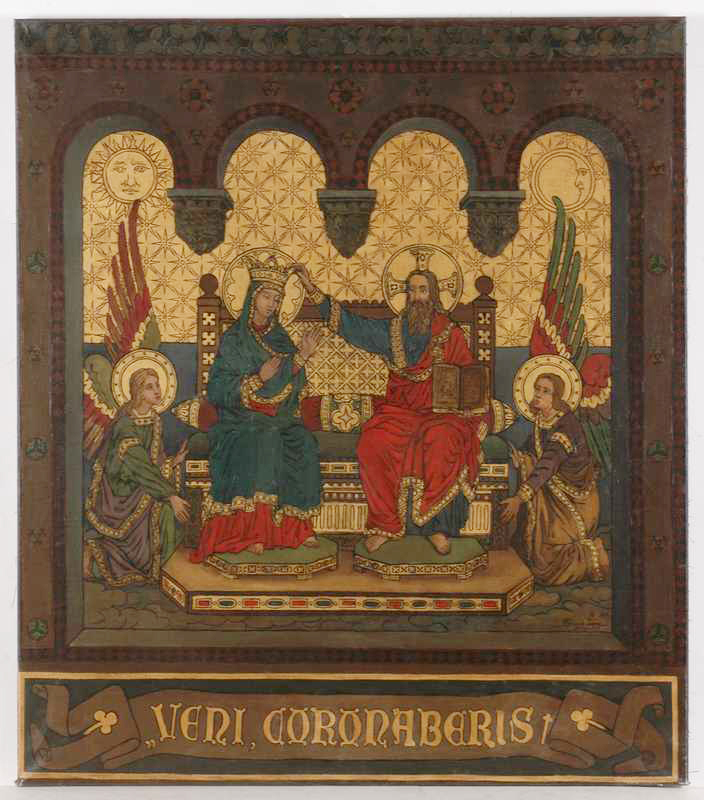
Veni, Coronaberis (1898).
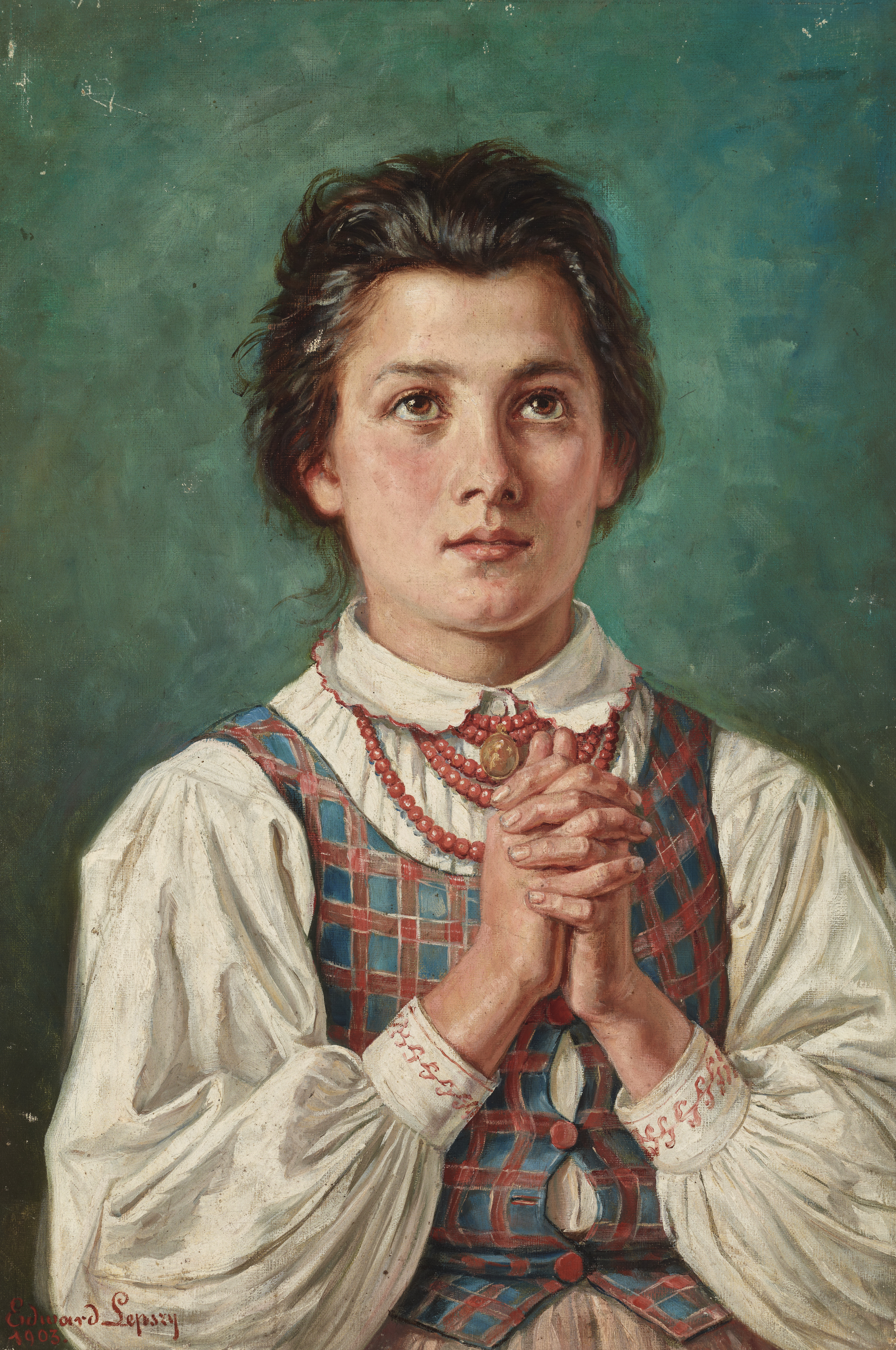
Étude d'une fille (1903, musée national de Cracovie.

## Élèves
- Félix Stanislas Jasinski